# Tom Leonard (poète)
Pour les articles homonymes, voir Tom Leonard et Leonard.
Tom Leonard, né le 22 août 1944 à Glasgow et mort le 21 décembre 2018, est un poète et un écrivain britannique. Il est connu surtout pour ses poèmes en scots.

## Ouvrages (sélection)
- Six Glasgow Poems (1969)
- A Priest Came on at Merkland Street (1970)
- Poems (1973)
- Bunnit Husslin (1975)
- Three Glasgow Writers (1976), avec James Kelman et Alex Hamilton.
- Intimate Voices (1984)
- Radical Renfrew: Poetry from the French Revolution to the First World War (1990)
- On the Mass bombing of Iraq and Kuwait, commonly known as The Gulf War avec Leonard's Shorter Catechism (1991)
- Places of the Mind (1993)
- Reports From The Present (1995)
- Access to the Silence (2004)
- Outside the Narrative (2009)
- Definite Articles: Selected Prose 1973-2012 (2013)